# Locomotiva elettrica
La locomotiva elettrica è una macchina dotata di motori elettrici, atta al traino di veicoli per il trasporto di merci o di persone sulla linea ferroviaria.

## Storia

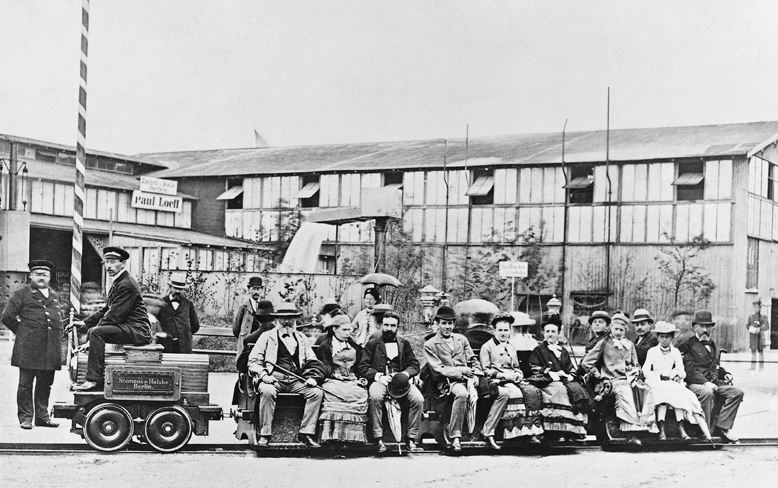
La prima locomotiva di Siemens del 1879

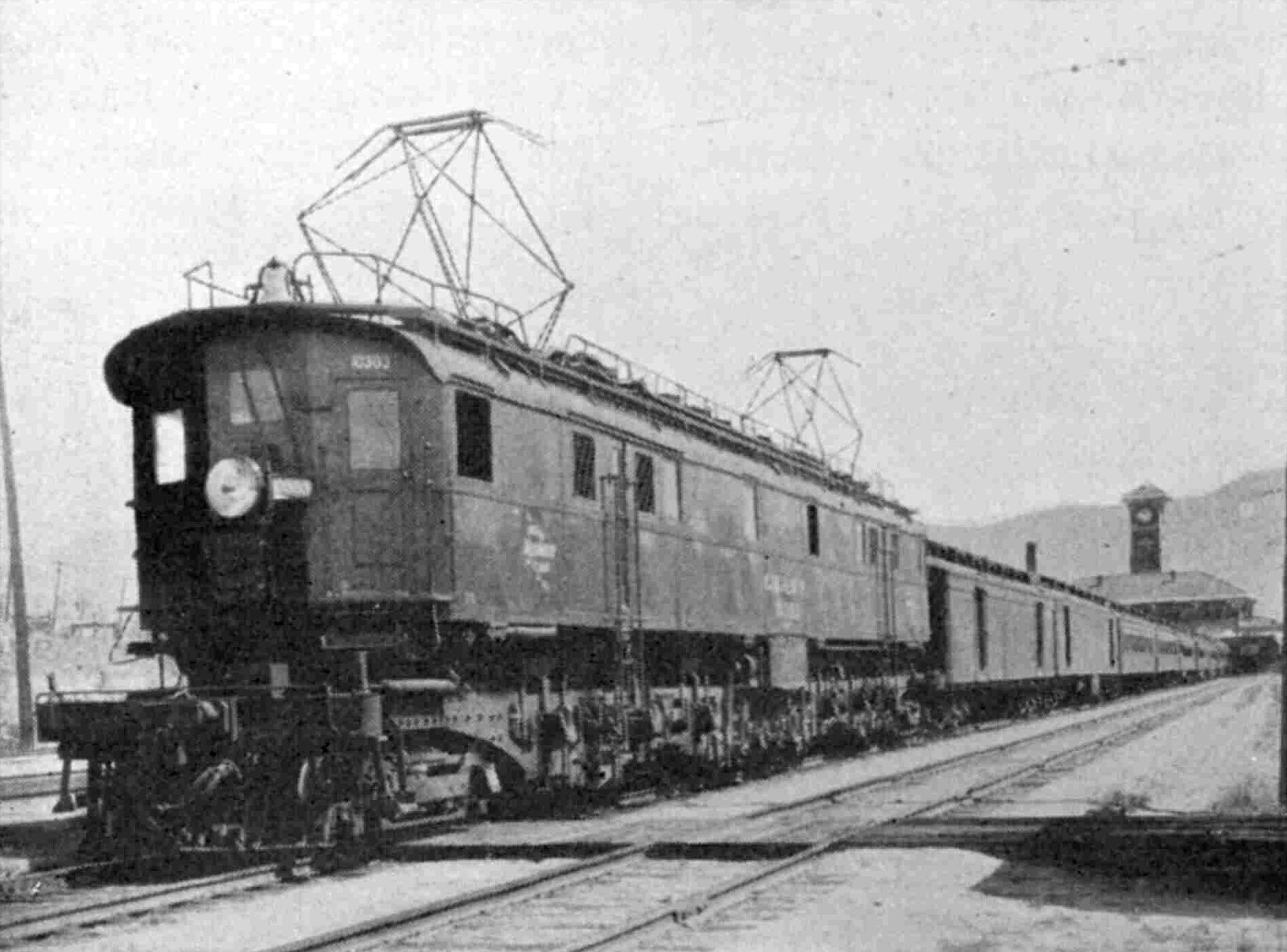
Locomotiva Class EP-3 della Milwaukee Road a 3.000 volt, corrente continua, del 1919

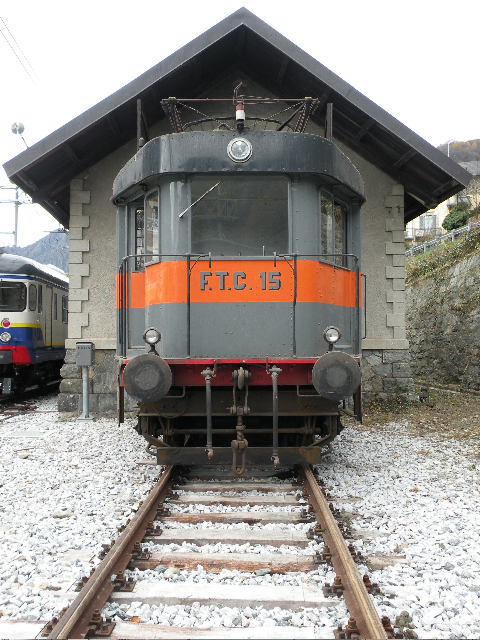
La più antica locomotiva italiana a 4.000 volt, corrente continua (1921)

Il più antico tentativo per l'impiego dell'energia elettrica nella locomozione si ebbe da parte dell'inventore Thomas Davenport nel 1834. 
Altri esperimenti per applicare la forza motrice dell'energia elettrica ad una macchina per traino di veicoli risalgono alla metà degli anni cinquanta del XIX secolo: lo scozzese Robert Davidson di Aberdeen aveva costruito una locomotiva alimentata a batteria, chiamata «Galvani», che venne esposta alla Royal Scottish Society of Arts Exhibition nel 1841. Provata l'anno successivo sulla ferrovia Edimburgo-Glasgow mostrò tuttavia i suoi limiti dovuti proprio alla scarsa autonomia di marcia.
La prima locomotiva elettrica, che risale al 1879 ed era a corrente continua con alimentazione tramite terza rotaia, si deve a Werner von Siemens che presentò alla Mostra di Berlino una sorta di trenino in miniatura composto da locomotiva e tre veicoli per passeggeri che nel corso di 4 mesi trasportò circa 90.000 persone su un percorso circolare di circa 300 m alla velocità massima di 13 km/h; la locomotiva montava un motore elettrico a corrente continua della potenza di 2,2 kW; la corrente era prelevata da una terza rotaia centrale ed era generata da una apposita piccola centrale a dinamo. L'alimentazione era effettuata a corrente continua su una tensione da 100V.
Il successo dell'esperimento portò, nel 1881, alla costruzione della prima linea tranviaria elettrica a Lichterfelde presso Berlino; il costruttore incaricato fu proprio Werner von Siemens che, negli stessi anni tramite la società Siemens & Halske, fornì locomotive analoghe a quella di Berlino anche per la miniera di Zaukeroda, in Bassa Sassonia, e per il trasporto di carri di carbone nell'impianto industriale di Cottbus.
I primi sviluppi del nuovo tipo di trazione furono quindi soprattutto nel settore tranviario e per l'esercizio su ferrovie di piccola estensione in quanto le difficoltà costruttive dovute all'isolamento dei conduttori e delle apparecchiature elettriche impedivano l'uso di tensioni elevate e quindi di motori elettrici più potenti. In Gran Bretagna la prima ferrovia elettrica nacque a Brighton nel 1883. Negli Stati Uniti furono gli esperimenti di Frank J. Sprague a portare alle prime linee tranviarie elettriche della Richmond Union Passenger Railwaynegli anni seguenti.
La prima locomotiva ferroviaria a trazione elettrica vera e propria, in grado di sostituire pienamente quella a vapore, fu la locomotiva a corrente alternata trifase a 3600 volt e a 15 Hz, costruita nel 1902 per conto della italiana Rete Adriatica per uso sulla linea della Valtellina dalle Officine ungheresi Ganz (per la parte elettrica) e dalla ungherese MÁVAG (per la parte meccanica), allora tra le più avanzate fabbriche al mondo nel settore elettrico ferroviario, su progetto del geniale ingegnere ungherese Kálmán Kandó. Detta locomotiva, la RA 34 rappresenta il primo vero e proprio esempio a livello mondiale di motrice elettrica ferroviaria.
Tuttavia nei primi tempi e nei primi decenni del XX secolo si ricorreva alle locomotive elettriche essenzialmente nei casi più gravosi per l'esercizio come le tratte con lunghe gallerie e con forti rampe dove la trazione a vapore presentava i suoi limiti. Le prime locomotive elettriche a corrente continua a 3.000 volt nacquero intorno al 1915 negli Stati Uniti con linea aerea elettrica e dispositivi di captazione mentre in Italia la prima locomotiva elettrica a corrente continua (4.000 V) entrò in servizio il 6 ottobre 1920 sulla ferrovia Torino-Ceres.
Nei primi decenni del secolo scorso avvenne anche la scelta, stato per stato, del sistema di alimentazione: mentre in Italia ci si orientò inizialmente sulla trifase a 3.600 volt a bassa frequenza (16,7 Hz) (e solo alle soglie del secondo conflitto mondiale si sperimentò con successo ma senza seguito la 10.000 volt a 45 Hz) e dal 1928 si passò alla corrente continua a 3.000 volt, gli altri paesi d'Europa si divisero tra i 1.500 volt e corrente continua della Francia e i 15.000 volt e corrente alternata monofase a 16,7 Hz di Svizzera, Germania e Austria. Gli Stati Uniti elettrificarono poche linee dividendosi tra la continua a 3000 V e l'alternata monofase a 11 kV a 25 Hz.
Già negli anni sessanta in Francia si passò al sistema a corrente alternata monofase a 25.000 V e frequenza industriale di 50 Hz. Questo sembra anche essere l'orientamento generale di tutte le nuove linee europee ad alta velocità compresa l'italiana.

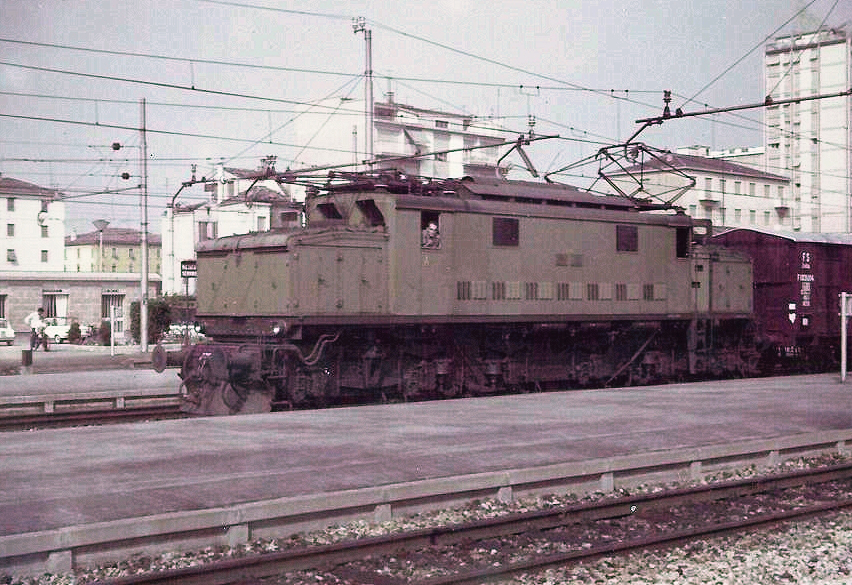
Locomotiva elettrica E.626, a corrente continua, delle Ferrovie dello Stato italiane

Tale decisione tuttavia ha creato una serie di problemi di circolabilità delle macchine anche all'interno delle stesse reti nazionali complicando la costruzione delle locomotive per renderle atte a circolare sia sulle linee tradizionali, a corrente continua, a 1.500 o 3.000 volt, che su quelle a corrente alternata (anch'esse differenti in tensione e frequenza tra stato e stato). Sono nate quindi le locomotive bicorrente con trasformatori e raddrizzatori a bordo in grado di circolare anche su linee ad alta tensione monofase. L'avvento dell'elettronica di potenza ha migliorato tecnicamente la situazione con la possibilità di costruire locomotive universali cioè politensione, policorrente e polifrequenza, quindi completamente interoperabili, in grado di circolare su linee alimentate a corrente continua a 1.500 e a 3.000 volt, a corrente alternata a 15 e a 25 kV e a frequenze di 16,7 e 50 Hz.

## Aspetti teorici
Una locomotiva elettrica è una macchina che utilizza uno o più motori elettrici allo scopo di trainare veicoli. La scelta del motore elettrico è essenzialmente determinata dalla sua caratteristica meccanica, più vicina a quella ideale, e alla sua economicità di esercizio e manutenzione rispetto ad altri tipi di motorizzazione. L'inconveniente maggiore del sistema elettrico di trazione è costituito dall'alto costo di costruzione della linea elettrica e dalla complessità dei sistemi di alimentazione.
Una locomotiva è costituita essenzialmente di:
- una parte meccanica, che può essere tradizionale a carro rigido (per le vecchie locomotive), articolata o a carrelli e
- una parte elettrica comprendente l'insieme delle apparecchiature elettriche di trazione, di controllo e ausiliarie.

### Parte meccanica
È composta delle seguenti parti:
- Cassa: la parte che serve a contenere le apparecchiature elettriche ad alta e bassa tensione, le batterie di bordo, i controlli e le apparecchiature di protezione. In genere è divisa in tre parti: le due cabine di guida e il comparto elettrico chiuso con chiave speciale di blocco per ragioni di sicurezza. Alcune tipologie di locomotive hanno una sola cabina di guida centrale, paracentrale o di estremità e due corpi anteriore e posteriore contenenti le apparecchiature, altre, come ad esempio la locomotiva FS E.626, hanno anche due avancorpi più piccoli, anteriore e posteriore, e le due cabine di guida intermedie.
- Carro: è la parte sottostante la cassa che supporta tutte le apparecchiature e poggia tramite sistemi di sospensione adeguati su ruote o carrelli. Sulle traverse di testa trovano posto i respingenti, il gancio di trazione e le condotte pneumatiche ed elettriche di accoppiamento.
- Meccanismo di trasmissione: è l'insieme degli organi meccanici che trasmettono il moto dai motori alle ruote. Può essere di tipo e foggia differenti: a ingranaggi, a bielle e manovelle, ad asse cavo, ad anello danzante, ad albero cardanico.
- Accessori: sono specifici per ogni categoria di locomotive ma di massima tutte hanno i seguenti: compressore per la produzione dell'aria compressa necessaria ai vari comandi e al sistema frenante. Elettroventilatori di raffreddamento dei sistemi di regolazione e dissipazione e dei motori di trazione. Sistemi di misura e controllo dei parametri di funzionamento elettrico e pneumatico, tachigrafo e attrezzature varie.

### Parte elettrica

#### Sistemi di alimentazione e captazione

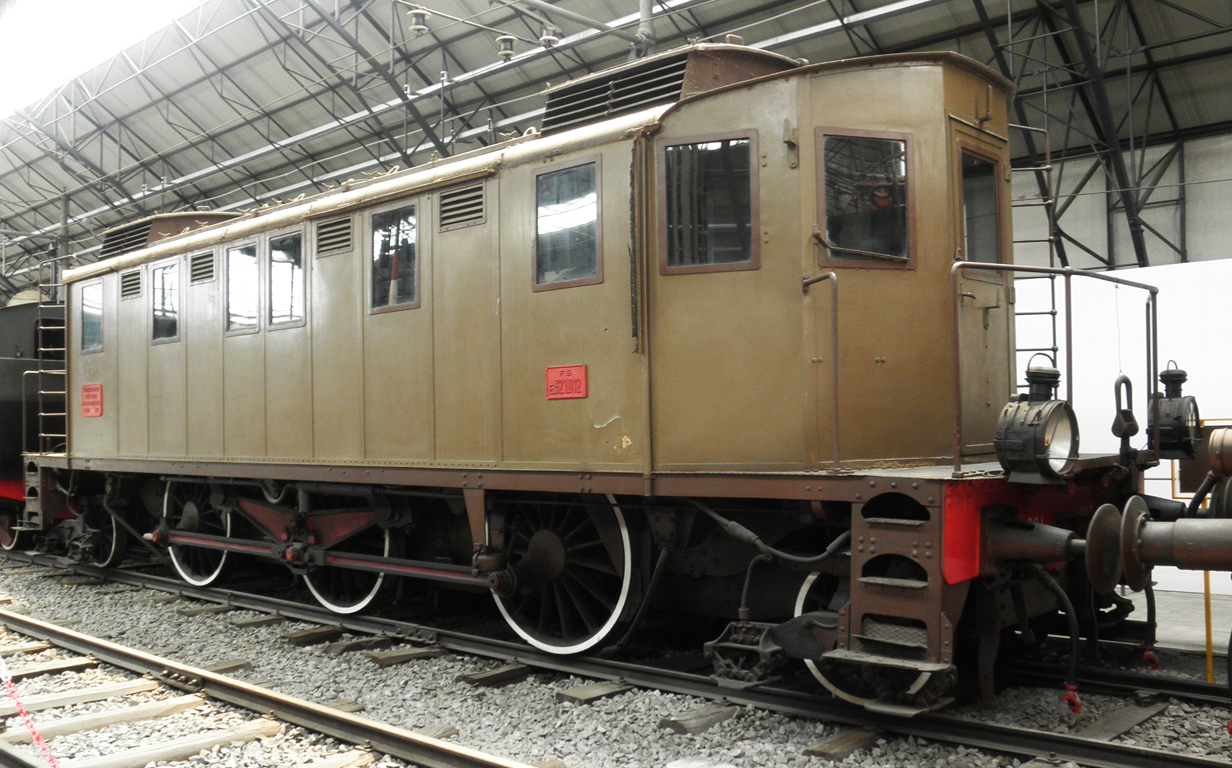
Locomotiva elettrica FS E.321 a terza rotaia

L'alimentazione di una locomotiva elettrica può avvenire direttamente da sorgente posta a bordo o tramite rete di fornitura esterna.
Nei casi di alimentazione a bordo si parla di una locomotiva ad accumulatori, oppure dotata di generatore elettrico (vedi locomotiva diesel-elettrica, locomotiva termica a trasmissione elettrica).
Il sistema ad accumulatori è poco usato per i treni a causa della sua scarsa autonomia, ma è stato utilizzato molto spesso, sia in passato che in tempi recenti, per la costruzione di automotrici e macchine da manovra, mentre i sistemi con generatore arrivano a creare bimodali alimentabili sia da sorgente a bordo che da rete di fornitura esterna (esempio: BTR 813), eventualmente anche dotati di accumulatori.
L'alimentazione da rete di fornitura esterna richiede invece dei sistemi a strisciamento montati sulla locomotiva, per realizzare almeno due contatti elettrici costanti: generalmente uno si realizza tramite il contatto ruote-rotaie, e l'altro o tramite linea aerea di contatto o con sistemi detti a terza rotaia.
Nel caso di sistemi a terza rotaia, si utilizza un pattino strisciante montato sul rotabile lateralmente in basso (raramente sul tetto in ferrovie sotterranee a linea aerea bassa).
Nel caso di sistemi a linea aerea:
- archetto tranviario usati in passato ed oggi sopravvissuti solo su vecchi rotabili storici.
- trolley a stanga usati in passato ed oggi sopravvissuti solo su vecchi rotabili storici.
- trolley montati in genere in coppia sull'imperiale delle locomotive che possono essere a pantografo o monobraccio.

Dopo la captazione (dalla terza rotaia o da linea aerea) la corrente viene portata tramite cavi ad alto isolamento ai circuiti di trazione passando attraverso apparecchi di separazione elettrica o interruttori, circuiti di protezione e filtraggio, sistemi invertitori del moto e regolatori della potenza.

#### Interruttori o separatori
La corrente prelevata dai trolley viene applicata immediatamente ad un sistema di separazione con interruttori ad alta tensione. In passato questo problema assumeva una grande criticità in quanto com'è noto aprendo un circuito elettrico, specie sotto assorbimento elevato, si genera un arco elettrico di elevata potenza, in grado perfino di fondere le apparecchiature. Vennero pertanto adottati sistemi a fusibile da sostituire in caso di intervento, poi i separatori (tra cui l'italiano separatore D'Arbela) e infine gli interruttori extrarapidi in aria per tensioni medie e in olio per quelle più alte. Per limitare i danni da sovratensioni di linea, spesso dovute a fulmini, sono inseriti degli scaricatori di tensione o impedenze di blocco mentre per le sovraccorrenti per cortocircuiti o sovraccarichi vengono usati, nelle locomotive più datate sistemi a relais di massima corrente o circuiti elettronici in quelle più recenti.

#### Invertitori, controller (combinatori) e regolatori di potenza

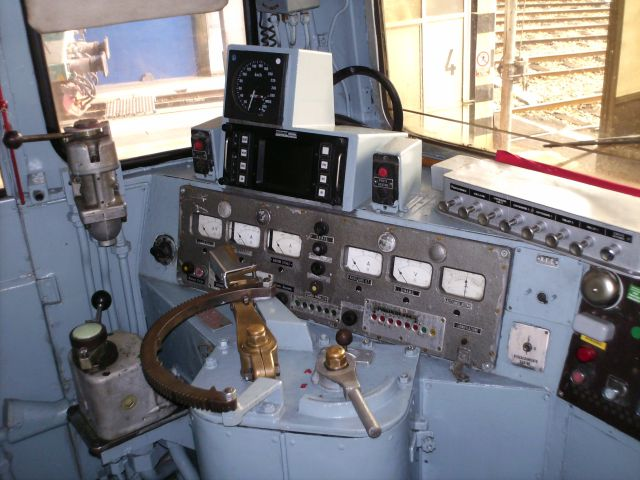
Banco di guida di locomotiva E.646 a controllo reostatico manuale

Un componente indispensabile è il sistema di inversione di marcia che ha un apposito comando sui banchi di manovra; può essere sia elettromeccanico mediante commutazione di contatti o elettronico mediante circuiti a tiristori.
Un altro componente essenziale è il controllo di potenza che nelle locomotive a corrente continua più datate avveniva per dissipazione, su reostato, inserito per intero all'avviamento e poi gradatamente escluso una volta presa velocità. A seconda del numero di motori inoltre si ricorreva alla combinazione dei motori in gruppi serie, serie-parallelo e parallelo rispetto alla linea in modo da inviare ai motori una tensione più bassa all'avviamento e più elevata in marcia a velocità consistente. Un'ulteriore caratteristica di marcia veniva ottenuta tramite lo shuntaggio del campo dei motori ottenuto per esclusione di spire o per inserzione di resistori. Nelle locomotive trifase italiane le combinazioni possibili erano quelle in cascata o parallelo essendo in genere dotati di soli due motori; le altre caratteristiche di marcia (al massimo quattro, a velocità fisse) venivano ottenute mediante variazione del numero di poli e in tempi più recenti anche di fasi. È evidente che tali collegamenti da variare in continuazione durante la marcia producevano la necessità di un numero elevato di contatti da commutare o interrompere con interruttori ad alta tensione o commutatori a tamburo rotante ad alta tensione, tutte fonti di possibili avarie.
Dagli anni settanta del XX secolo lo sviluppo dell'elettronica di potenza a tiristori (GTO e IGBT) ha permesso l'implementazione di circuiti di trazione statici a frazionatore elettronico (chopper) che, con l'eliminazione del reostato di avviamento, hanno migliorato il rendimento e la forza di trazione delle locomotive elettriche a corrente continua, conferendo loro prestazioni che consentono una migliore qualità di marcia in tutte le condizioni ed eliminano le criticità degli avviamenti in salita.

#### Circuiti di comando, controllo, ausiliari e di sicurezza a bassa tensione
Le locomotive delle prime generazioni utilizzavano comandi meccanici o pneumatici per azionare i componenti elettrici ad alta tensione quali contatti e commutatori; tali parti, tuttavia, a causa della loro pericolosità erano foriere di incidenti anche mortali. Appena fu tecnicamente possibile vennero quindi introdotte tutta una serie di apparecchiature quali relais, servomotori e servomeccanismi a bassa tensione che permettevano in tutta sicurezza l'azionamento di quelli ad alta tensione. Oggi, di massima, le apparecchiature suddette delle locomotive elettriche sono alimentate a corrente continua, a 24 volt, con batteria in tampone per l'azionamento iniziale. Sono comunque state usate anche tensioni maggiori come 48, 72 e 128 volt. Un componente indispensabile è ad esempio il compressore d'aria azionato da un motore elettrico a bassa tensione necessario per l'alzamento dei pantografi e dei servomeccanismi ad aria compressa di inizializzazione.
Le locomotive moderne sono notevolmente più complesse, nella circuiteria a bassa tensione, in quanto sono presenti anche circuiti di controllo del corretto funzionamento delle apparecchiature, di vigilanza sull'operato del guidatore, di ripetizione dei segnali in macchina e di sicurezza e di interscambio dati con le postazioni di controllo a terra, quali dispositivo vigilante, SCMT, ERTMS e altri, e di collegamento radio GSM-R.

#### I motori per la trazione elettrica
- con eccitazione in parallelo
- con eccitazione in serie
- con eccitazione compound

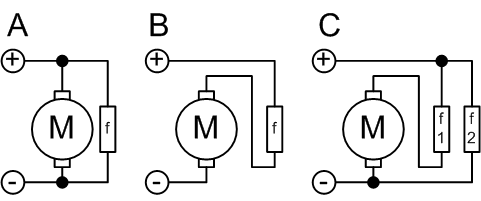
Schema di motore elettrico:

La scelta dei motori adatti è sempre stata effettuata in funzione del sistema di alimentazione prescelto se a corrente continua o a corrente alternata. Tra le varie tipologie di motori inoltre è stata privilegiata quella che presentava una curva di coppia in funzione del numero di giri che più si approssimasse a quella ideale, cioè in grado di fornire una coppia elevata allo spunto e tendente a zero con l'aumento della velocità di rotazione: i candidati ideali, sin dall'inizio, furono il motore a corrente continua con eccitazione in serie e il motore asincrono a campo rotante a corrente alternata trifase. Nel caso di reti ferroviarie alimentate a corrente alternata monofase la scelta andò a motori monofase a collettore.
L'avvento dell'elettronica di potenza ha determinato un passaggio quasi totale all'uso di motori di trazione trifase anche su reti ferroviarie a corrente continua dato che opportuni inverter controllati in frequenza e tensione sono in grado di convertire la continua in trifase senza le complicazioni di una volta. Ciò soprattutto in funzione della più grande semplicità del motore trifase privo della delicata parte costituita dal collettore a lamelle, bisognoso di manutenzione e possibile fonte di guasti.
Nei tempi d'oro del trifase uno dei motivi di scelta era determinato anche dalla caratteristica tipica del motore asincrono trifase di funzionare automaticamente come generatore se forzato a superare la velocità di sincronismo; tale fatto era sfruttato nelle lunghe discese per trattenere il treno, senza alcun intervento del macchinista o del sistema frenante, generando contemporaneamente energia elettrica utilizzabile da altri convogli. Tale caratteristica non era possibile con il motore a corrente continua eccitato in serie che avrebbe continuato invece ad aumentare la sua velocità. Nei casi in cui si volle usare la frenatura elettrica, pertanto, si dovette ricorrere a motori a corrente continua con doppia eccitazione in parallelo o compound complicando notevolmente il circuito della macchina. Un esempio fu, in Italia, la costruzione, senza seguito ulteriore, di alcune unità del gruppo FS E.424.

## Tipi di locomotive

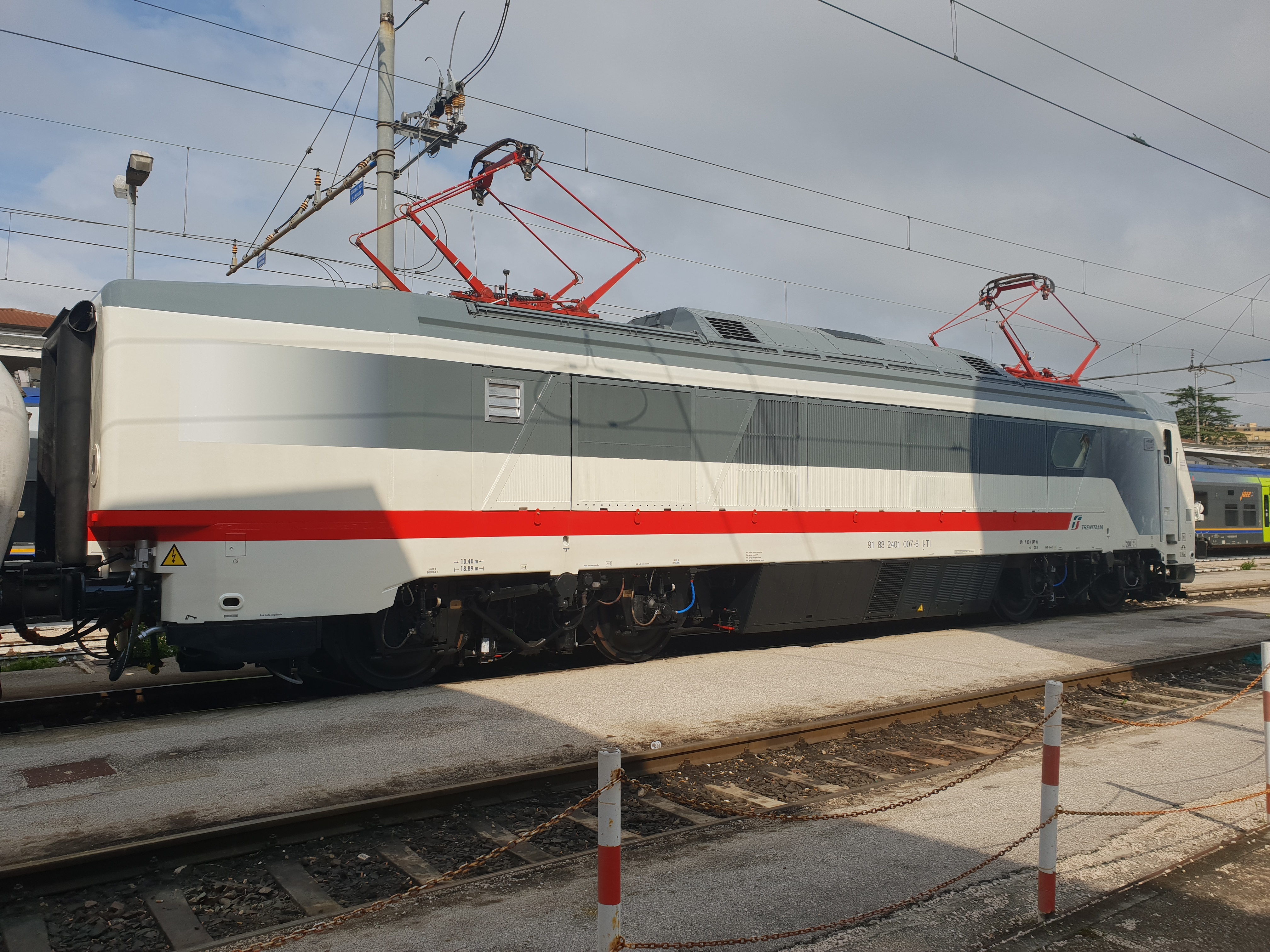
Locomotiva del gruppo E 401, a cassa unica poggiante su due carrelli a due assi.

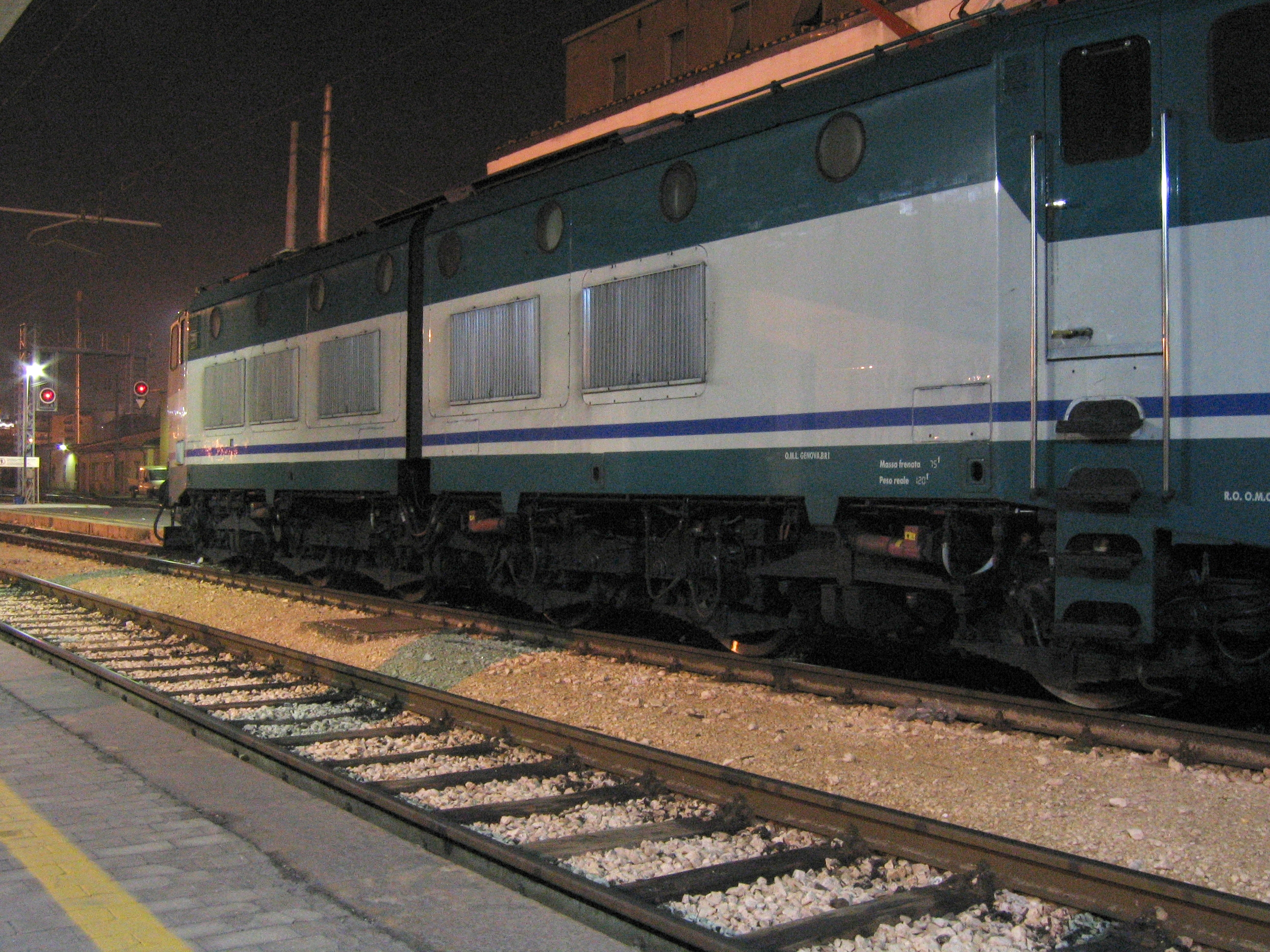
Locomotiva a due semicasse snodate del gruppo E.656.

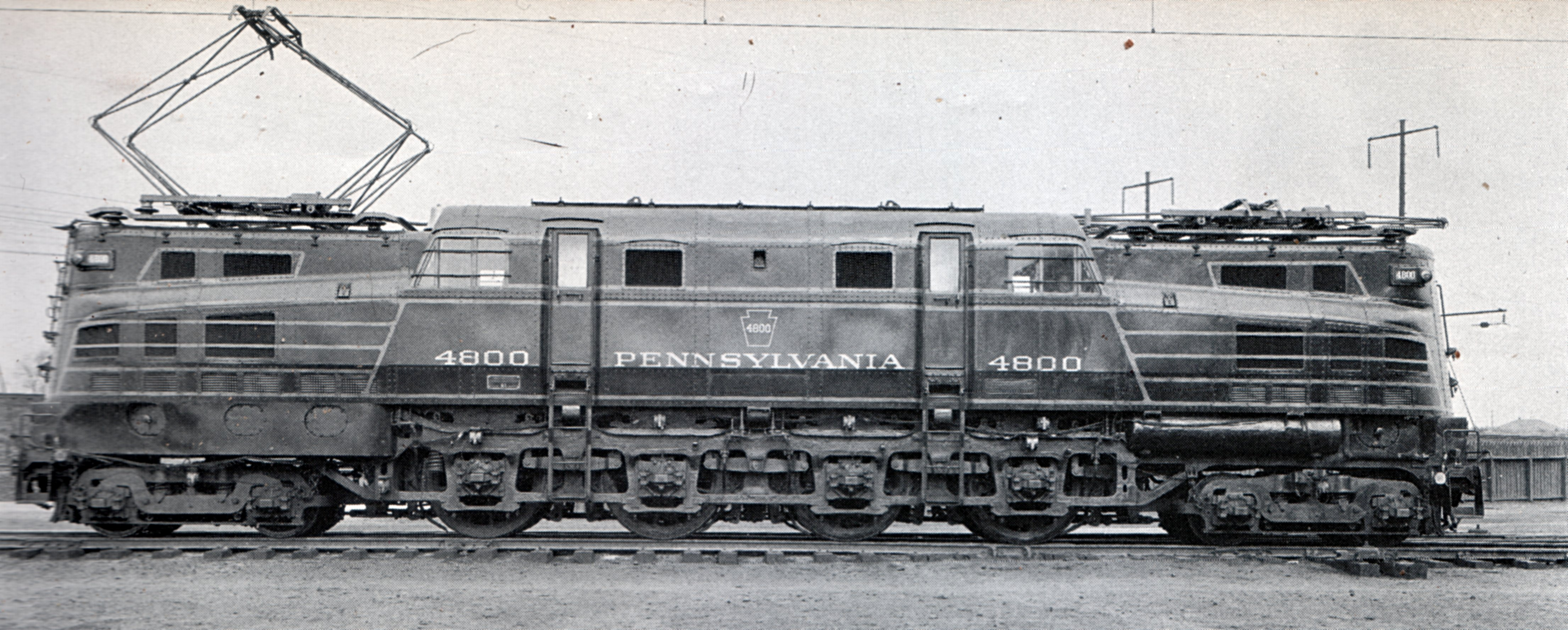
Locomotiva statunitense Baldwin/Westinghouse del 1934, a passo rigido e carrelli, monofase a 11 kV

Le tipologie di locomotiva elettrica sono state quanto mai varie nel tempo e ciò in funzione, nel secolo scorso, delle limitatezze tecnologiche e successivamente alla richiesta di sempre maggiori prestazioni:
Le locomotive delle prime generazioni ricalcavano la meccanica delle locomotive a vapore ed erano quindi a passo rigido con al massimo un carrello anteriore e posteriore di guida; la loro configurazione elettrica prevedeva uno o due motori collegati alle ruote con bielle o con ingranaggi. Nel primo caso il motore era disposto sul carro, in genere in posizione centrale e ciò soprattutto perché le sue dimensioni erano elevate; nel secondo caso, più moderno per le locomotive ferroviarie ma usato anche anticamente per locomotive tranviarie il motore era disposto sul carrello ed era sospeso da un lato per il naso mentre con l'altro appoggiava direttamente con l'ingranaggio. Nelle locomotive trifase italiane la motorizzazione rimase fino alle ultime costruzioni montata sul carro per ragioni di ingombro. Man mano che la tecnica di costruzione dei motori progrediva, soprattutto nella produzione dei materiali isolanti, i motori trovarono disposizione sui carrelli dando luogo ad una maggiore differenziazione delle configurazioni meccaniche; vennero così costruite:
- Locomotive a cassa unica poggiante su due carrelli a due assi; tale tipologia trovò sempre più specializzazione per treni viaggiatori a carattere locale e per ferrovie secondarie: Oggi è invece divenuta la più utilizzata per la costruzione delle locomotive moderne elettroniche di grande potenza e velocità.
- Locomotive a carro articolato, il cui esempio più noto è il Coccodrillo, in pratica delle locomotive doppie, che è tipico della scuola svizzera, ma che ebbe seguito in Austria e in altri paesi.
- Locomotive a cassa unica, ma poggianti su tre carrelli, per la costruzione di locomotive più potenti per servizi pesanti merci e viaggiatori, poco usata in passato in Italia ma diffusa nelle reti dell'Europa Centrale. Venne ripresa in Italia per la costruzione delle locomotive elettroniche E.633 e delle sue derivate come E.652.
- Locomotive a cassa unica con passo rigido centrale e carrelli di estremità per la costruzione di locomotive di maggior potenza; usata in Italia per la realizzazione della E.626 con tutti i carrelli motori e per la realizzazione delle E.428 a passo rigido centrale e due carrelli biassiali portanti alle due estremità. Tale configurazione si è rivelata inadatta alle velocità più elevate per la troppa aggressività sul binario ed è ormai ritenuta obsoleta.
- Locomotive a due semicasse snodate su tre carrelli motori; tipica della scuola italiana, con qualche esempio in Svizzera, ha caratterizzato le locomotive delle Ferrovie dello Stato prodotte tra la fine degli anni quaranta e la fine degli anni ottanta con buon esito ai fini dell'inscrivibilità in curva ma con limiti notevoli già a velocità inferiori ai 150 km/h. A tale tipologia appartengono le E.636, E.646, E.656 e le loro versioni merci[9].
- Locomotive a cassa rigida e due carrelli triassiali: Tipica delle locomotive di grande potenza delle ferrovie della Francia, dell'industria ferroviaria della Russia e degli Stati Uniti d'America uniscono alla semplicità della configurazione a due carrelli la possibilità di contenere il peso assiale delle grandi locomotive ripartendolo su più assi. In Italia tale configurazione venne provata soltanto su alcuni prototipi diesel-elettrici ma risultò inadatta alle troppo tortuose linee italiane.